# 카스텔로델마테세
카스텔 디 사소(이탈리아어: Castello del Matese)는 이탈리아 캄파니아주의 코무네다. 나폴리로부터 북쪽으로 60km, 카세르타로부터 북쪽으로 35km거리에 있다.